# 帕拉尼奧斯 (南馬托格羅索州)
23°53′34″S 55°25′51″W / 23.89278°S 55.43083°W
帕拉尼奧斯（葡萄牙語：Paranhos），是巴西的城鎮，位於該國西部，由南馬托格羅索州負責管轄，始建於1987年11月17日，面積1,302平方公里，海拔高度429米，2011年人口12,514，人口密度每平方公里9.61人。